# Yves Chauvin
Yves Chauvin (ur. 10 października 1930 w Menun, Belgia, zm. 28 stycznia 2015) – francuski chemik, laureat Nagrody Nobla z dziedziny chemii w roku 2005 za przeprowadzone badania mechanizmu reakcji metatezy. Był dyrektorem Institut français du pétrole (IFP, „Francuski Instytut Naftowy”) oraz członkiem Francuskiej Akademii Nauk.
W 2005 roku został uhonorowany Nagrodą Nobla w dziedzinie chemii, wraz z Robertem Grubbsem oraz Richardem Schrockem, za dokonania w zakresie badania mechanizmu reakcji metatezy olefin. Reakcję tę Komisja Noblowska obrazowo nazwała tańcem odbijanym dwóch cząsteczek chemicznych.